# Nudnida Luangnam
Nudnida Luangnam (ur. 27 lutego 1987), tajska tenisistka.
Tenisistka biorąca udział głównie w turniejach rangi ITF, w których wygrała trzynaście turniejów w grze pojedynczej i trzynaście w grze podwójnej. Pierwsze kroki w zawodowym tenisie stawiała jako piętnastolatka, w 2002 roku, grając bez powodzenia w kwalifikacjach do turniejów ITF. W 2003 roku zagrała, dzięki dzikiej karcie, w fazie głównej niewielkiego turnieju w Nonthaburi, gdzie wygrała swój pierwszy mecz, pokonując w pierwszej rundzie Japonkę Mari Inoue. Swój pierwszy turniej singlowy wygrała w 2005 roku, w Dżakarcie.
W rozgrywkach cyklu WTA zadebiutowała w 2004 roku, w kwalifikacjach do turnieju na indonezyjskiej wyspie Bali, ale przegrała już w pierwszej rundzie z Japonką Aiko Nakamurą. Rok później otrzymała od organizatorów dziką kartę na turniej w Bangkoku ale ponownie trafiła w pierwszej rundzie na Aiko Nakamurę i ponownie przegrała. W 2007 roku wygrała kwalifikacje do turnieju w Bengaluru, pokonując w decydującym meczu Andreję Klepač i awansowała do turnieju głównego, w którym jednak odpadła już w pierwszej rundzie. W następnych latach próbowała jeszcze swoich sił w kwalifikacjach do turniejów WTA, ale bez powodzenia. W styczniu 2011 roku rozegrała jeden mecz w kwalifikacjach do wielkoszlemowego Australian Open, który przegrała z Wiesną Manasijewą.
Dwukrotnie, tzn. w latach 2008 i 2010 reprezentowała swój kraj w rozgrywkach Pucharu Federacji.

## Wygrane turnieje rangi ITF
| turnieje z pulą nagród 100 000 $ |
| turnieje z pulą nagród 75 000 $  |
| turnieje z pulą nagród 50 000 $  |
| turnieje z pulą nagród 25 000 $  |
| turnieje z pulą nagród 15 000 $  |
| turnieje z pulą nagród 10 000 $  |

### Gra pojedyncza
|     | Data       | Turniej        | Kat. | ($)    | Naw.   | Finalistka        | Wynik            |
| 1.  | 25/09/2005 | Dżakarta       | ITF  | 10 000 | twarda | Chen Lu-Ling      | 6:4, 6:4         |
| 2.  | 08/04/2006 | Ćennaj         | ITF  | 10 000 | ziemna | Miki Miyamura     | 6:3, 6:0         |
| 3.  | 06/05/2007 | Vic            | ITF  | 10 000 | ziemna | Lisa Tognetti     | 4:6, 6:3, 6:3    |
| 4.  | 24/07/2010 | Nonthaburi     | ITF  | 25 000 | twarda | Tomoko Yonemura   | 2:6, 7:5, 6:1    |
| 5.  | 08/08/2010 | Balikpapan     | ITF  | 25 000 | twarda | An-Sophie Mestach | 6:0, 3:6, 6:2    |
| 6.  | 16/02/2014 | Nonthaburi     | ITF  | 10 000 | twarda | Wen Xin           | 6:3, 6:4         |
| 7.  | 13/09/2014 | Kioto          | ITF  | 10 000 | twarda | Kyoka Okamura     | 7:6(7), 3:6, 6:4 |
| 8.  | 01/03/2015 | Szarm el-Szejk | ITF  | 10 000 | twarda | Aminat Kushkhova  | 6:4, 6:3         |
| 9.  | 15/03/2015 | Szarm el-Szejk | ITF  | 10 000 | twarda | Melanie Klaffner  | 6:2, 6:4         |
| 10. | 15/03/2015 | Nonthaburi     | ITF  | 15 000 | twarda | Misaki Matsuda    | 7:6(3), 2:6, 6:2 |
| 11. | 01/12/2018 | Hua Hin        | ITF  | 15 000 | twarda | Aldila Sutjiadi   | 6:1, 3:6, 6:3    |
| 12. | 08/12/2018 | Hua Hin        | ITF  | 15 000 | twarda | Aldila Sutjiadi   | 6:3, 1:6, 6:1    |
| 13. | 26/05/2019 | Singapur       | ITF  | 25 000 | twarda | Aldila Sutjiadi   | 6:3, 6:2         |